# Agentul Cormac
Agentul Cormac (2006) (titlu original Polity Agent) este un roman science fiction scris de Neal Asher, a cărui acțiune se petrece în universul Polity.

## Intriga
Acțiunea începe exact de unde a lăsat-o Brass Man. Romanul începe cu Cormac recuperându-se în carantină la bordul navei de cercetare științifică "Jerusalem", după recenta sa întâlnire cu tehnologia Jain.
Când un runciblu se deschide de la peste 800 de ani în viitor, echipa trimisă să returneze Creatorul civilizației sale din Micul Nor al lui Magellan intră în panică, văzând că civilizația Creatorilor a fost copleșită de tehnologia Jain.
Deoarece călătoria temporală nu este recomandată de IA-urile din Polity din cauza cerințelor energetice uriașe și a pericolelor implicate, oportunitatea este folosită doar pentru a distruge civilizația Creatorului, infestată de tehnologia Jain, precum și mare parte din Micul Nor al lui Magellan. Această acțiune ridică multe întrebări, cea mai importantă fiind cea legată de scopul lui Dragon, gigantica bio-construcție realizată de Creatori și trimisă în Polity.
Între timp, o entitate numită Legatul distribuie noduri Jain anumitor oameni din Polity, unul dintre aceștia fiind Orlandine - un haiman care adoptă o abordare diferită a tehnologiei Jain aflată în posesia eiwho takes a whole different approach to studying the Jain technology she has in her possession, iar celălalt fiind un lider separatist periculos de pe planeta Coloron.
Horace Blegg, infamul nemuritor legendar, învață pas cu pas mai multe despre tehnologia Jain și despre el însuși, în timp ce Cormac continuă să descopere detalii legate de Dragon și încearcă să limiteze răspândirea tehnologiei Jain.
În final, un IA renegat, "King of Hearts", pleacă din Polity, conducându-i pe urmăritorii săi spre o descoperire deosebit de periculoasă: "Erebus", un IA care încearcă să distrugă Polity și să asimileze orice inteligență artificială, transformându-se în ceva similar unui zeu.

## Opinii critice
Duncan Lawie remarcă "frazeologia ciudată caracteristică lui Asher" și faptul că "[Asher] descrie cu încântare arme extrem de puternice, dar o face cu umor, ceea ce nu le permite să devină un fetiș", atrăgând însă atenția asupra faptului că "unele idei deosebite au furnizat doar acțiuni minore și au ieșit imediat din scenă".
La rândul său, Michael Rowley apreciază faptul că, deși "tehnologia care permite minții să trăiască după moartea trupului nu e ceva nou în SF, faptul că Asher petrece o bună bucată de timp examinând în carte această problemă reprezintă doar unul dintre multele puncte în favoarea lui".